# Династија Ракоци
Ракоци (мађ. Rákóczi или Rákóczy) су стара мађарска племићка породица из Ердеља која је на државном нивоу постала значајна у другој половини 16. века. Династија Ракоци је свој златни период имала у периоду од стопедесет година, све до 1756. када је умро последњи носилац по мушкој лози и 1780. године када је ова фамилија изгубила и последњег члана и по жемској наследној лози.
Једна грана је била остала на старим имањима Ракоцијевих, као представник средњег племићког сталежа, али је и та грана лозе одумрла отприлике у исто време као и династијска, 1754. године са Андрашом Ракоцијем.
Друга грана је од 1517. године понела презиме Фелшевадас (Felsővadász) по округу Фелше Вадас Абауј (Felső-Vadász-Abaúj), где су живели. Из ове породичне гране постали су познати Жигмонд Ракоци (Rákóczi Zsigmond), ференц Ракоци (Rákóczi Ferenc) 1588, барон Лајош Ракоци (Rákóczi Lajos) и гроф Пал Ракоци (Rákóczi Pál).
- Ђерђ Ракоци I (I. Rákóczi György) династија, 16. децембра 1645. приликом потписивања мировног споразума у Линцу добио је племићку титулу, Ђерђ Ракоци II је добио пољско држављанство pedig 23. јуна 1654. у Варшави.
- Ференц Ракоци I (I. Rákóczi Ferenc) поред племичке титуле, 14. септембра 1664. године је добио право наследне титуле и био је принц од Трансилваније.
- Ференц Ракоци II (II. Rákóczi Ferenc), у Француској је боравио под именом гроф Шароши.

Замак Ракоцијевих, Зборои каштељ (Zborói Kastély) је посредством наследника Јулиане ракоци доспео у власништво породице Ендреди (Endrődy), али је у 19. веку изгорео а остаци су за време Чехословачке полако целокупну имовину конфисковали и разделили.
Породични грб има на црвеном пољу зелену основу на којој стоји златни точак, златом оивичени црни орао који у десној канџи држи мач.
Породични мото:Si Deus pro nobis, quis contra nos — (Ако је бог са нама, ко је против нас).

## Породично стабло Ракоцијевих
| Јанош Ракоци                                                           | Јанош Ракоци                                                           |                                                                        |                                                                   | Шара Немети                                                | Шара Немети                                                |                                                            | Никола Шубић Зрински р. 1508. † 8. септембар 1566.    | Никола Шубић Зрински р. 1508. † 8. септембар 1566.                               | Никола Шубић Зрински р. 1508. † 8. септембар 1566.                               | Никола Шубић Зрински р. 1508. † 8. септембар 1566.                               |                                                                                  | Катарина Франгепан † 1561.                                                       | Катарина Франгепан † 1561.                                                       | Катарина Франгепан † 1561.             |  |
|                                                                        |                                                                        |                                                                        |                                                                   |                                                            |                                                            |                                                            |                                                       |                                                                                  |                                                                                  |                                                                                  |                                                                                  |                                                                                  |                                                                                  |                                        |  |
|                                                                        |                                                                        |                                                                        |                                                                   |                                                            |                                                            |                                                            |                                                       |                                                                                  |                                                                                  |                                                                                  |                                                                                  |                                                                                  |                                                                                  |                                        |  |
| Жигмонд Ракоци р. 1544, Фелшевадас † 5. децембар 1608, Фелшевадас      | Жигмонд Ракоци р. 1544, Фелшевадас † 5. децембар 1608, Фелшевадас      | Жигмонд Ракоци р. 1544, Фелшевадас † 5. децембар 1608, Фелшевадас      | Жигмонд Ракоци р. 1544, Фелшевадас † 5. децембар 1608, Фелшевадас | Ана Геренди                                                | Ана Геренди                                                | Ана Геренди                                                | Ђерђ Зрињски IV р. 13. април 1549. † 4. мај 1603, Веп | Ђерђ Зрињски IV р. 13. април 1549. † 4. мај 1603, Веп                            | Ђерђ Зрињски IV р. 13. април 1549. † 4. мај 1603, Веп                            | Ђерђ Зрињски IV р. 13. април 1549. † 4. мај 1603, Веп                            | Жофија Штубенберг грофица                                                        | Жофија Штубенберг грофица                                                        | Жофија Штубенберг грофица                                                        | Жофија Штубенберг грофица              |  |
|                                                                        |                                                                        |                                                                        |                                                                   |                                                            |                                                            |                                                            |                                                       |                                                                                  |                                                                                  |                                                                                  |                                                                                  |                                                                                  |                                                                                  |                                        |  |
|                                                                        |                                                                        |                                                                        |                                                                   |                                                            |                                                            |                                                            |                                                       |                                                                                  |                                                                                  |                                                                                  |                                                                                  |                                                                                  |                                                                                  |                                        |  |
| Ђерђ Ракоци I р. 8. јун 1593, Серенч † 11. октобар 1648, Gyulafehérvár | Ђерђ Ракоци I р. 8. јун 1593, Серенч † 11. октобар 1648, Gyulafehérvár | Ђерђ Ракоци I р. 8. јун 1593, Серенч † 11. октобар 1648, Gyulafehérvár |                                                                   | Жужана Лорантфи р. 1600, Онод † 18. април 1660, Шарошпатак | Жужана Лорантфи р. 1600, Онод † 18. април 1660, Шарошпатак | Жужана Лорантфи р. 1600, Онод † 18. април 1660, Шарошпатак |                                                       | Ђерђ Зрињски V. р. 31. јануар 1599, Чакторња † 18. децембар, 1626. Братислава    | Ђерђ Зрињски V. р. 31. јануар 1599, Чакторња † 18. децембар, 1626. Братислава    | Ђерђ Зрињски V. р. 31. јануар 1599, Чакторња † 18. децембар, 1626. Братислава    |                                                                                  | Римасечи Магдолна Сећи                                                           | Римасечи Магдолна Сећи                                                           | Римасечи Магдолна Сећи                 |  |
|                                                                        |                                                                        |                                                                        |                                                                   |                                                            |                                                            |                                                            |                                                       |                                                                                  |                                                                                  |                                                                                  |                                                                                  |                                                                                  |                                                                                  |                                        |  |
|                                                                        |                                                                        |                                                                        |                                                                   |                                                            |                                                            |                                                            |                                                       |                                                                                  |                                                                                  |                                                                                  |                                                                                  |                                                                                  |                                                                                  |                                        |  |
| Ђерђ Ракоци II р. 30. јануар 1621, Шарошпатак † 7. јун 1660, Нађварад  | Ђерђ Ракоци II р. 30. јануар 1621, Шарошпатак † 7. јун 1660, Нађварад  | Ђерђ Ракоци II р. 30. јануар 1621, Шарошпатак † 7. јун 1660, Нађварад  |                                                                   | Жофија Батори р. 1629. † 14. јун 1680, Мункач              | Жофија Батори р. 1629. † 14. јун 1680, Мункач              | Жофија Батори р. 1629. † 14. јун 1680, Мункач              |                                                       | Петар IV Зрински р. 6. јун, 1621. Врбовец † 30. април 1671, Бечујхељ             | Петар IV Зрински р. 6. јун, 1621. Врбовец † 30. април 1671, Бечујхељ             | Петар IV Зрински р. 6. јун, 1621. Врбовец † 30. април 1671, Бечујхељ             |                                                                                  | Каталин Франгепан † 16. новембар 1673.                                           | Каталин Франгепан † 16. новембар 1673.                                           | Каталин Франгепан † 16. новембар 1673. |  |
|                                                                        |                                                                        |                                                                        |                                                                   |                                                            |                                                            |                                                            |                                                       |                                                                                  |                                                                                  |                                                                                  |                                                                                  |                                                                                  |                                                                                  |                                        |  |
|                                                                        |                                                                        |                                                                        |                                                                   |                                                            |                                                            |                                                            |                                                       |                                                                                  |                                                                                  |                                                                                  |                                                                                  |                                                                                  |                                                                                  |                                        |  |
|                                                                        | Ференц Ракоци I р. 24. фебруар 1645. † 8. јул 1676, Зборо              | Ференц Ракоци I р. 24. фебруар 1645. † 8. јул 1676, Зборо              | Ференц Ракоци I р. 24. фебруар 1645. † 8. јул 1676, Зборо         | Ференц Ракоци I р. 24. фебруар 1645. † 8. јул 1676, Зборо  |                                                            |                                                            |                                                       | Илона Зрински р. 1643, Осај, Хрватска † 18. фебруар 1703, Никомедија, Мала Азија | Илона Зрински р. 1643, Осај, Хрватска † 18. фебруар 1703, Никомедија, Мала Азија | Илона Зрински р. 1643, Осај, Хрватска † 18. фебруар 1703, Никомедија, Мала Азија | Илона Зрински р. 1643, Осај, Хрватска † 18. фебруар 1703, Никомедија, Мала Азија | Илона Зрински р. 1643, Осај, Хрватска † 18. фебруар 1703, Никомедија, Мала Азија | Илона Зрински р. 1643, Осај, Хрватска † 18. фебруар 1703, Никомедија, Мала Азија |                                        |  |
|                                                                        |                                                                        |                                                                        |                                                                   |                                                            |                                                            |                                                            |                                                       |                                                                                  |                                                                                  |                                                                                  |                                                                                  |                                                                                  |                                                                                  |                                        |  |
|                                                                        |                                                                        |                                                                        |                                                                   |                                                            |                                                            |                                                            |                                                       |                                                                                  |                                                                                  |                                                                                  |                                                                                  |                                                                                  |                                                                                  |                                        |  |
|                                                                        |                                                                        |                                                                        |                                                                   |                                                            |                                                            |                                                            |                                                       |                                                                                  |                                                                                  |                                                                                  |                                                                                  |                                                                                  |                                                                                  |                                        |  |

|  |  |  |  | Ференц II Ракоци р. 27. март 1676, Борши † 8. април 1735, Родошто, (), Турска | Ференц II Ракоци р. 27. март 1676, Борши † 8. април 1735, Родошто, (), Турска |  |  | Јулијана Ракоци р. септембар 1673. † 1717. | Јулијана Ракоци р. септембар 1673. † 1717. |  |  |  |  |